# Clovia altipeta
Clovia altipeta is een halfvleugelig insect uit de familie Aphrophoridae. De wetenschappelijke naam van deze soort is voor het eerst geldig gepubliceerd in 1950 door Lallemand.